# Coupe du monde féminine de cyclisme sur route 2002
Navigation
Coupe du monde 2001 Coupe du monde 2003
La Coupe du monde de cyclisme sur route féminine 2002 est la 5e édition de la Coupe du monde de cyclisme sur route féminine. Cette édition a eu lieu entre le 3 mars et le 15 septembre.
C'est la coureuse allemande Petra Rossner qui remporte le classement final.

## Courses
| # | Date         | Course                               | Vainqueur            | Équipe              | Leader de la coupe du monde |
| - | ------------ | ------------------------------------ | -------------------- | ------------------- | --------------------------- |
| 1 | 3 mars       | Sydney World Cup                     | Petra Rossner        | Saturn Cycling Team | Petra Rossner               |
| 2 | 10 mars      | Hamilton City World Cup              | Petra Rossner        | Saturn Cycling Team | Petra Rossner               |
| 3 | 23 mars      | Primavera Rosa                       | Mirjam Melchers      | Farm Frites-Hartol  | Petra Rossner               |
| 4 | 17 avril     | Flèche wallonne                      | Fabiana Luperini     | Edil Savino         | Mirjam Melchers             |
| 5 | 21 avril     | Gran Premio Castilla y Leon          | Regina Schleicher    | Michela Fanini      | Petra Rossner               |
| 6 | 1 juin       | Coupe du Monde de Montréal           | Deirdre Demet-Barry  | Team T-Mobile       | Mirjam Melchers             |
| 7 | 24 août      | Grand Prix de Plouay                 | Regina Schleicher    | Michela Fanini      | Petra Rossner               |
| 8 | 8 septembre  | Grand Prix Suisse                    | Svetlana Boubnenkova | Edil Savino         | Mirjam Melchers             |
| 9 | 15 septembre | Lowland International Rotterdam Tour | Petra Rossner        | Saturn Cycling Team | Petra Rossner               |

## Classement final
| #  | Cycliste             | Équipe                  | 1  | 2  | 3  | 4  | 5  | 6  | 7  | 8  | 9  | Total |
| -- | -------------------- | ----------------------- | -- | -- | -- | -- | -- | -- | -- | -- | -- | ----- |
| 1  | Petra Rossner        | Saturn Cycling Team     | 75 | 75 | -  | -  | 50 | 9  | 50 | 11 | 75 | 345   |
| 2  | Mirjam Melchers      | Farm Frites-Hartol      | 35 | 18 | 75 | 30 | 35 | 30 | 30 | 30 | -  | 283   |
| 3  | Regina Schleicher    | Michela Fanini          | -  | -  | -  | 18 | 75 | -  | 75 | 7  | 50 | 225   |
| 4  | Priska Doppmann      |                         | 24 | 11 | -  | 35 | 27 | 21 | 2  | 35 | -  | 155   |
| 5  | Rochelle Gilmore     |                         | 50 | 50 | -  | -  | -  | -  | -  | -  | 11 | 111   |
| 6  | Susanne Ljungskog    | Vlaanden - T Interim    | 8  | 21 | 11 | -  | -  | -  | 35 | 24 | -  | 99    |
| 7  | Fabiana Luperini     | Edil Savino             | -  | -  | -  | 75 | -  | 8  | 15 | -  | -  | 98    |
| 8  | Hanka Kupfernagel    | Nürnberger Versicherung | 27 | 35 | -  | 6  | 24 | -  | -  | -  | -  | 92    |
| 9  | Svetlana Boubnenkova | Edil Savino             | -  | -  | 8  | 3  | -  | -  | -  | 75 | -  | 86    |
| 10 | Simona Parente       | Edil Savino             | -  | -  | 9  | 15 | -  | -  | 10 | 50 | -  | 84    |